# Architettura neoegizia

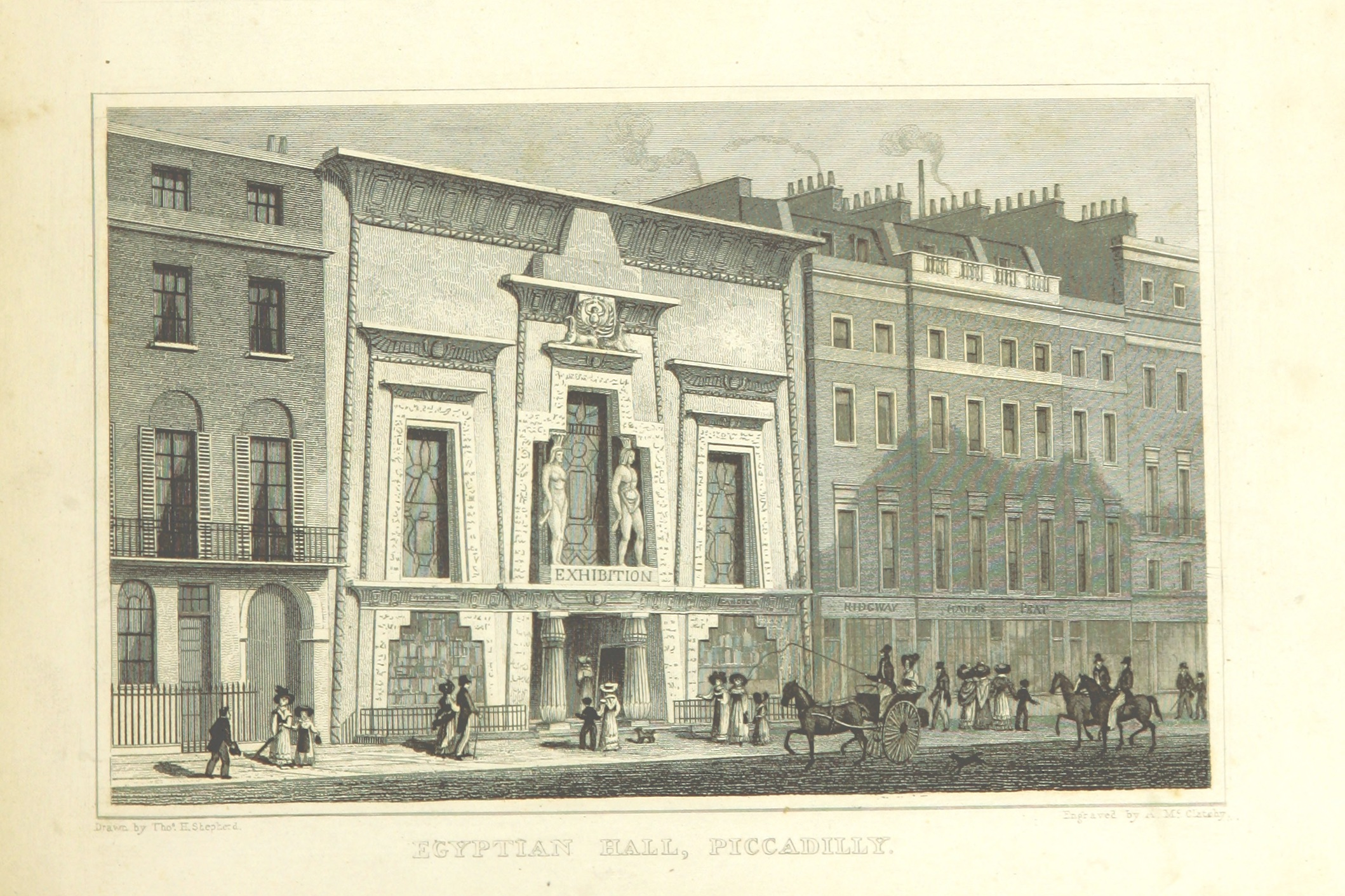
La facciata della "Sala egizia" di Londra, nel 1828 (demolita nel 1905, per costruire condomini e uffici).

L'architettura neoegizia è uno stile architettonico che utilizza come tema, l'Antico Egitto. Si sviluppò in particolare dopo la conquista dell'Egitto da parte di Napoleone Bonaparte  e dopo la sua sconfitta (ad opera dell'ammiraglio Nelson) nella battaglia del Nilo. Napoleone portò con sé, una spedizione scientifica: la pubblicazione delle ricerche della spedizione, la "Description de l'Égypte", iniziò nel 1809 e continuò fino al 1826.
Le dimensioni e la monumentalità dei resti archeologici, documentate durante la spedizione militare, crearono un grande interesse sull'opinione pubblica e sull'ambiente culturale prima francese e poi europeo; tuttavia, opere d'arte e architettura (come monumenti funerari) in stile egizio, erano state realizzate, occasionalmente, in Europa, sin dai tempi del Rinascimento.

## Storia

### Influenza egizia prenapoleonica
Gran parte delle prime conoscenze sull'arte e sull'architettura dell'Antico Egitto, vennero date da diverse civiltà antiche, inclusa l'Antica Roma. Prima dell'influenza di Napoleone, un precursore dell'architettura neoegizia, fu l'Obelisco di Domiziano, eretto nel 1651 (da Gian Lorenzo Bernini), in cima alla Fontana dei Quattro Fiumi di Piazza Navona (e che ispirò la costruzione di diversi obelischi simili, in Irlanda, all'inizio del XVIII secolo: tra cui, l'obelisco familiare funebre, realizzato da Sir Edward Lovatt Pierce, per la famiglia Allen, a Stillorgan, nel 1717). Altri vennero realizzati a Belan (nel Kildare) e a Dangan (nel Meath); il "Casteltown Folly", nel Kildare, è il più noto (anche se, quello meno simile allo stile egizio).
Queste costruzioni, vennero realizzate come capricci. La più elaborata fu, probabilmente, quella realizzata da Federico I di Württemberg, nei giardini del Castello di Montbéliard: comprendeva un ponte in stile egizio, attraverso il quale, gli ospiti camminavano per raggiungere un isolotto balneare di influenza egizia; progettato dall'architetto reale, Jean Baptiste Kleber, l'edificio era dotato di una sala da biliardo e di un bagno.

### Influenza egizia postnapoleonica

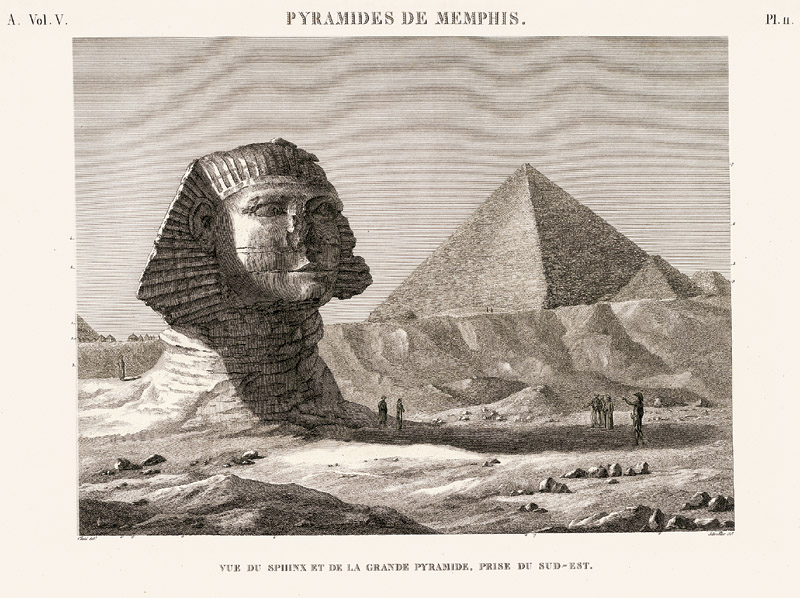
Descrizione dell'Egitto, 1823.

In seguito all'invasione napoleonica, avvenne un'improvvisa diffusione di opere d'arte egizie e iniziarono a venire costruiti edifici, somiglianti ai monumenti dell'Antico Egitto; in Francia e in Gran Bretagna, questi monumenti vennero, in parte, ispirati dalle campagne di guerra, intraprese da entrambi i paesi mentre si trovavano in Egitto.

Poiché, Napoleone ebbe intenzione di catalogare i luoghi scoperto durante la campagna, centinaia di artisti e di scienziati furono arruolati per documentare "antichità, etnografia, architettura e storia naturale dell'Egitto"; e in seguito, questi appunti vennero riportati in Europa. Nel 1803, sulla base di questi documenti, iniziò la compilazione della “Description de l'Egypte” che durò oltre vent'anni.

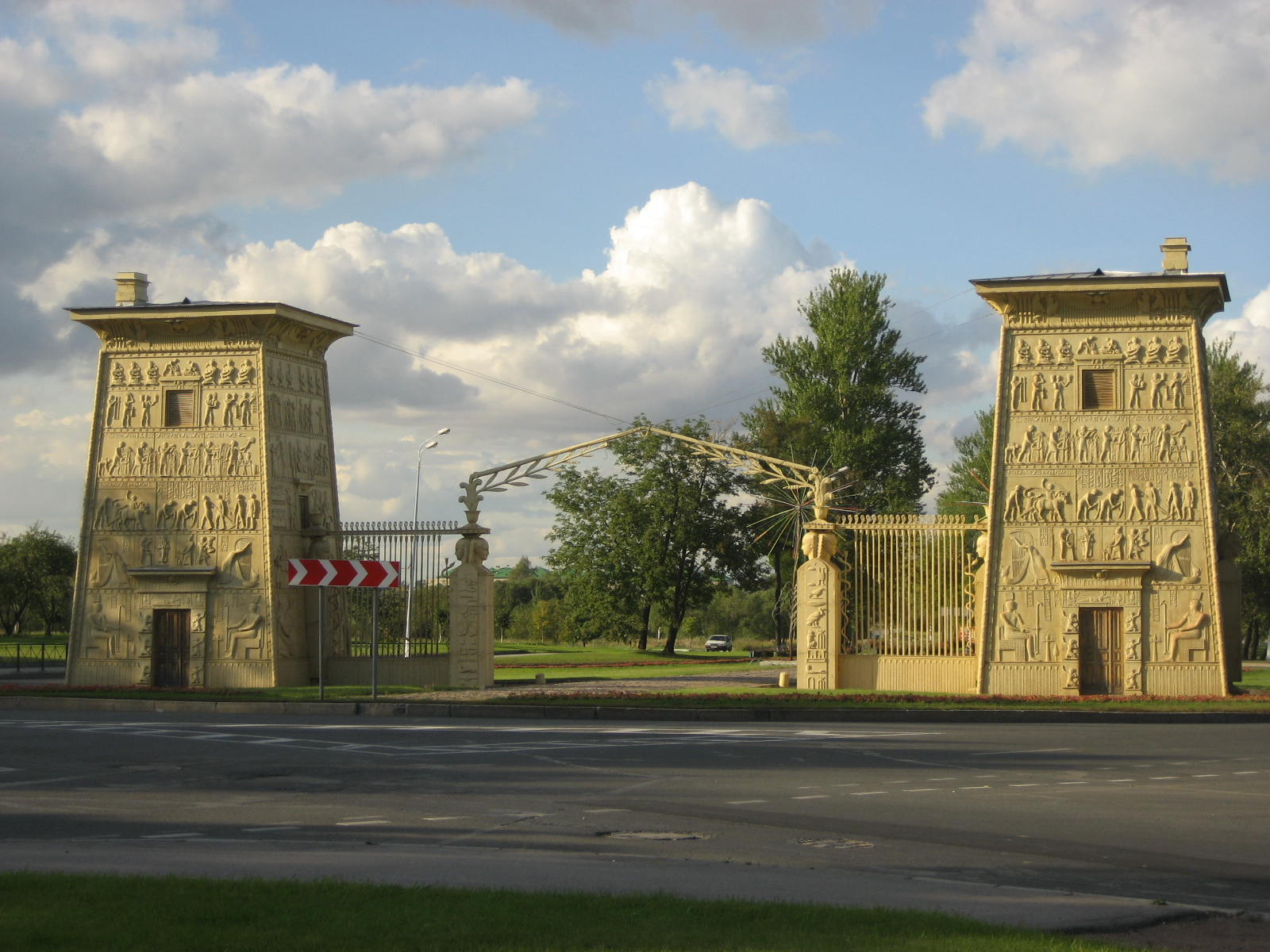
Le "Porte Egizie" (1827 - 1830) a Carskoe Selo.

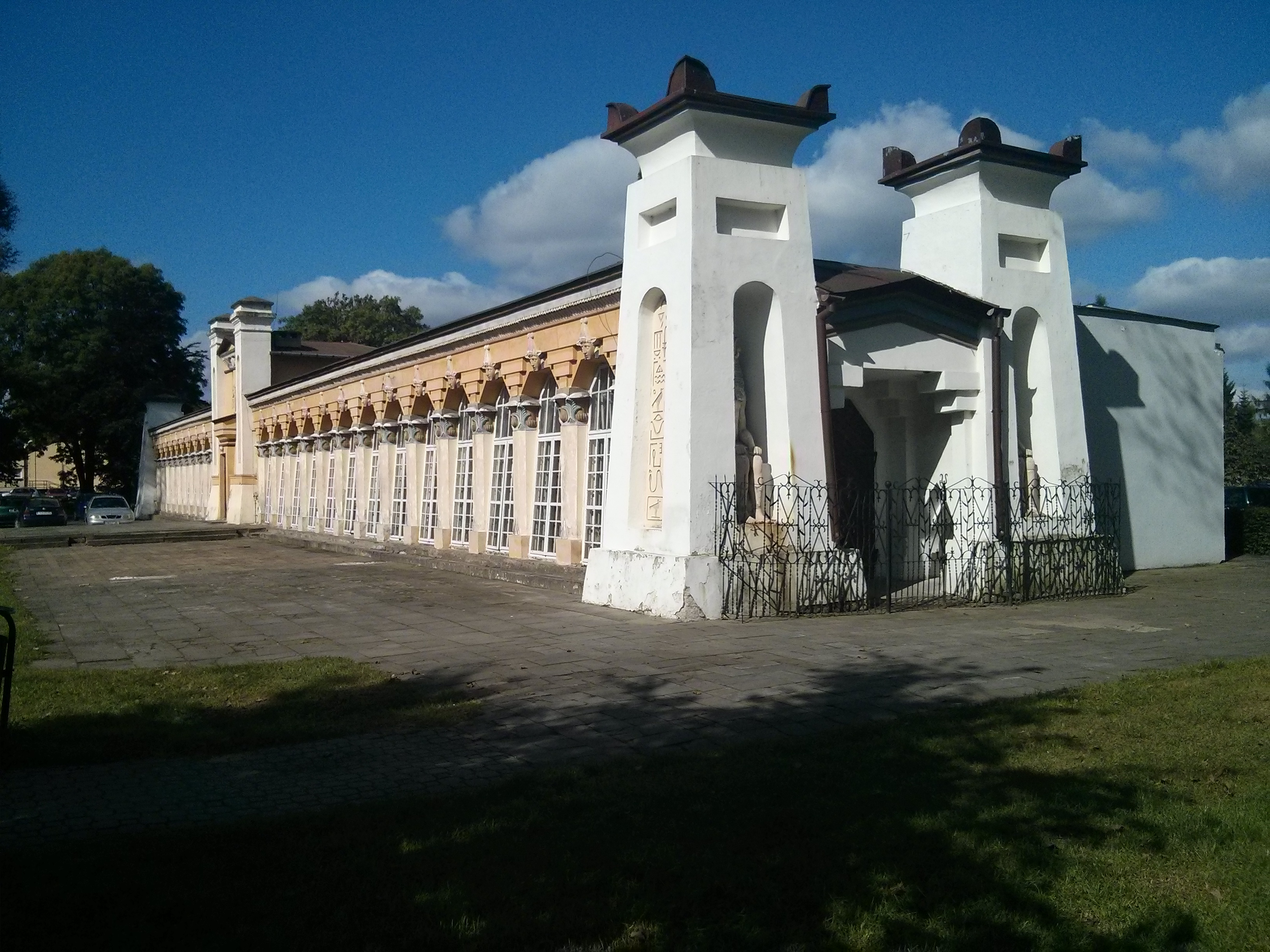
Orangerie a Końskie (1825)

Il contenuto di questo testo archeologico, inclusa la traduzione della Stele di Rosetta, suscitò interesse per l'arte e la cultura egizie, in Europa e in America; secondo James Stevens Curl, le persone iniziarono a immaginare l'Egitto, in vari modi: in primo luogo, furono ampiamente diffuse combinazioni di coccodrilli, piramidi, mummie, sfingi e altri motivi. Nel 1800, un festival sulle opere egizie, fu organizzato a Drury Lane, con scenografie e costumi a tema egizio; d'altra parte, William Capon suggerì una massiccia piramide per Shooter's Hill, come monumento nazionale mentre George Smith progettò una tomba in stile egizio, per Ralph Abercromby, ad Alessandria.

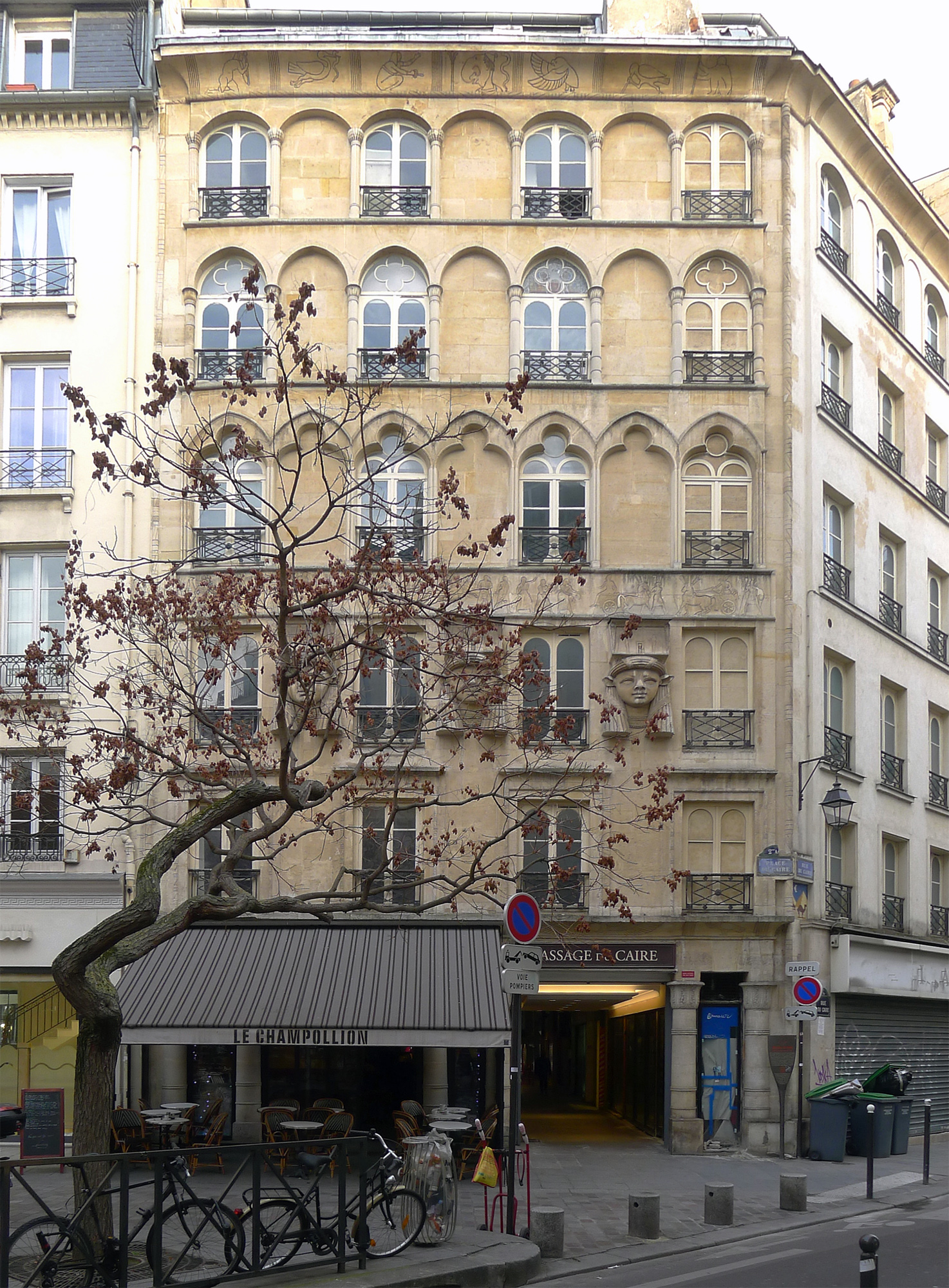
Il "Foire du Caire" (1828) a Parigi, la prima forma dell'architettura neoegizia: la facciata è ornata con teste della dea egizia Hathor.

Secondo David Brownlee, la Sinagoga di Karlsruhe (del 1798, distrutta nel 1871), uno dei primi edifici dell'influente Friedrich Weinbrenner, fu «il primo grande edificio egizio, ad essere eretto dall'antichità» mentre secondo Diana Muir Appelbaum, fu «il primo edificio pubblico (cioè non un capriccio, una scenografia o un monumento funebre) in stile neoegizio». L'influenza dell'Antico Egitto si manifestava, principalmente, nei due grandi piloni agganciati che fiancheggiavano l'ingresso: le finestre e l'ingresso della sezione centrale erano ad arco acuto e la pianta d'insieme, convenzionale, con dettagli neogotici.
Tra i primi monumenti dell'architettura neoegizia, a Parigi, c'è la Fontaine du Fellah, costruita nel 1806 e progettata da François-Jean Bralle e il portico egizio dell'Hôtel Beauharnais, attribuito a Nicolas Bataille e realizzato verso il 1807.  Un esempio ben documentato, distrutto dopo la deposizione di Napoleone, era il monumento a Louis Desaix, in Place des Victoires (costruito nel 1810): presentava una statua nuda del generale e un obelisco, entrambi posti su una base del monumento egizio. 
Una strada o un passaggio chiamato "Place du Caire" o "Foire du Caire" (Fiera del Cairo) fu costruito, a Parigi, nel 1798, sull'ex sito del convento delle "Filles de la Charité": La Place du Caire n. 2, del 1828, è una struttura parigina convenzionale con negozi al piano terra e appartamenti al primo piano ma con una notevole decorazione neoegizia (tra cui una fila di massicce teste di Hathor e un fregio dello scultore JG Garraud).
Uno dei primi edifici britannici a mostrare interni in stile neoegizio, fu l'ufficio del giornale del "Courier" nella Strand; fu costruito nel 1804 e presentava un cornicione a cavetto e colonne di influenza egizia, con capitelli palmiformi. Altri primi esempi britannici includono l'"Egyptian Hall", a Londra (completata nel 1812) e l'"Egyptian Gallery" (una stanza privata nella casa di Thomas Hope, per esporre le sue antichità egizie), illustrata nelle incisioni dei suoi meticolosi disegni al tratto nel suo libro "Mobili per la casa", che ispirarono il Regency degli arredi britannici.
Anche nell'Europa dell'Est, intorno al terzo decennio del XX secolo, si costruirono architetture monumentali in stile neoegizio.  Per esempio  la grande Orangerie del palazzo Małachowski a Końskie, progettata nel 1825 da Francesco Maria Lanci e .la "Porta egizia" del palazzo imperiale russo di Carskoe Selo, costruita nel 1829.

### Ascesa dell'architettura neoegizia americana

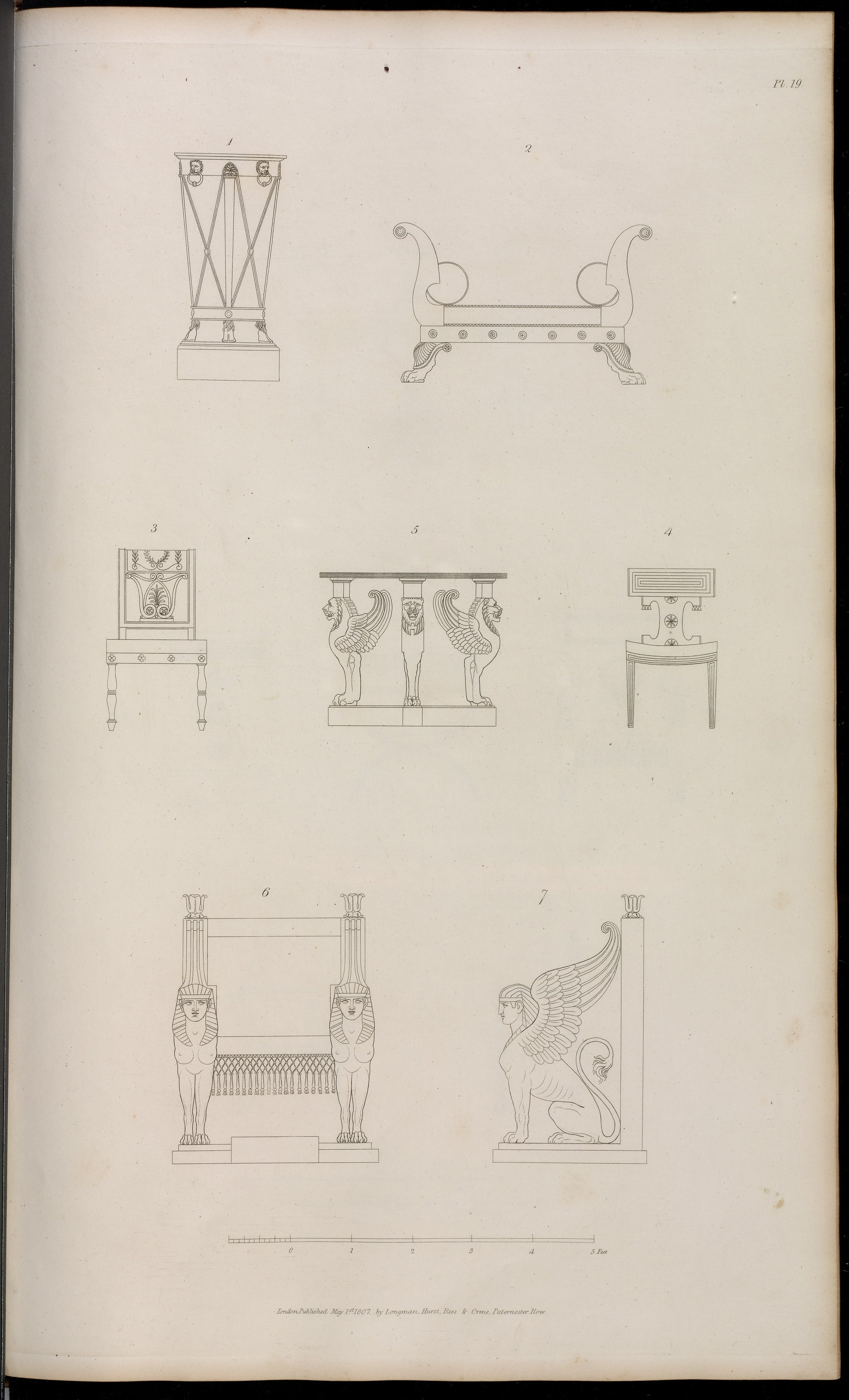
Mobili per la casa e decorazioni per gli interni, Thomas Hope, 1807.

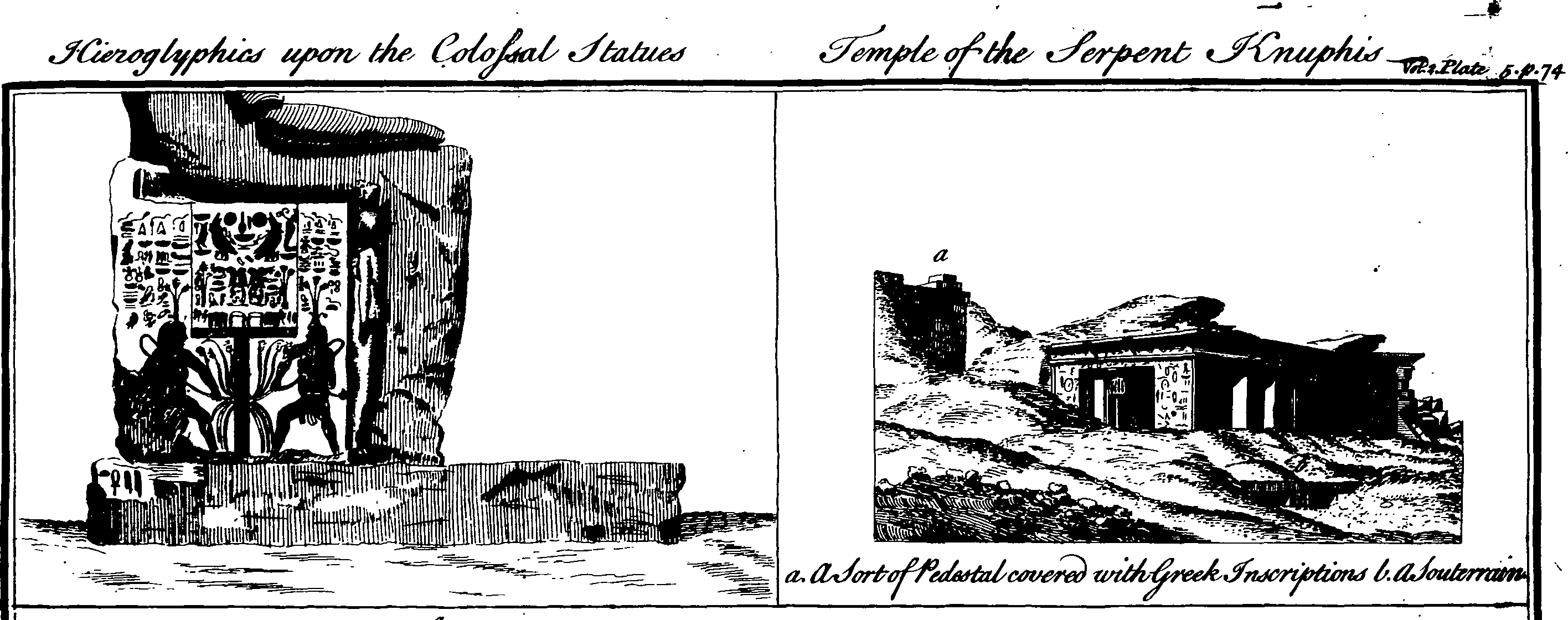
Viaggi in Egitto e in Nubia, Fredrick Norden, 1757.

Intorno al 1870, gli americani iniziarono a interessarsi ad altre culture: tra cui, quella giapponese, quella mediorientale e quella nordafricana. Questo si riflesse in varie arti decorative, in particolare, l'architettura e i mobili; simboli egizi erano comunemente usati nel design (inclusi elementi di "accessori in bronzo dorato a forma di sfingi, scene egizie intrecciate in tessuti e rappresentazioni geometriche di piante come fronde di palma").
La ragione dietro l'ascesa dell'architettura neoegizia, negli Stati Uniti, fu dovuta alla lunga e grande storia dell'antica civiltà egizia; le architetture con un carattere egiziano, avevano un aspetto potentemente avvincente; avevano stabilità e potere nelle loro forme primitive e massicce (esprimendo emozioni e incarnando un forte senso di monumentalità). Questo stile architettonico indicava che gli Stati Uniti avessero attinto allo spirito interiore dell'antica civiltà egizia e avevano ereditato tutte le grandi qualità di quella civiltà; una nazione giovane come gli Stati Uniti aveva bisogno di cercare attivamente il sostegno dell'antica civiltà egizia (per confutare le accuse dei critici europei secondo cui, gli Stati Uniti, erano una nazione senza storia).
L'influenza dell'architettura neoegizia, sul design dei cimiteri statunitensi, venne ben rappresentata dal parco del cimitero di Green-wood a New York. A causa della mescolanza di varie culture a Brooklyn, il parco del cimitero di Green-wood fornì un ambiente ad alta tolleranza per lo stile neoegizio; oltre a una certa quantità di obelischi egizi, la varietà delle costruzioni monumentali in stile neoegizio, riflesse i pensieri delle persone e delle culture locali, nonché, l'accettazione dello stile importato. Nonostante la forte presenza dell'arte funeraria vittoriana cristiana, presso la popolazione locale, la progettazione e la realizzazione di monumenti in stile neoegizio mostrò, comunque, l'eternità e l'unicità egizia.

Alcuni americani, nel 1880, credettero che gli Stati Uniti fossero una nazione senza arte e, quindi, vollero innovare il design estetico, per distinguerlo dalle piramidi e dagli obelischi egizi, dai templi greci e dalle guglie gotiche ma implementare tali innovazioni, fu difficile e (come disse Clarence King) «Fino a quando non c'è una razza americana non può esserci uno stile americano». La creazione dello stile americano era ostacolata anche dal fatto che la mescolanza etnica del popolo americano non costituisse una razza; successivamente, tuttavia, la stessa cultura americana assimilò l'architettura neoegizia e il loro significato tettonico divenne instabile. Questo potrebbe essere dovuto al fatto che gli Stati Uniti (all'inizio del XX secolo) fossero una nazione fiduciosa e il tentativo di definire il proprio mondo spirituale, stabilendo una connessione con una grande civiltà come l'Antico Egitto, svanì in un tale contesto culturale.

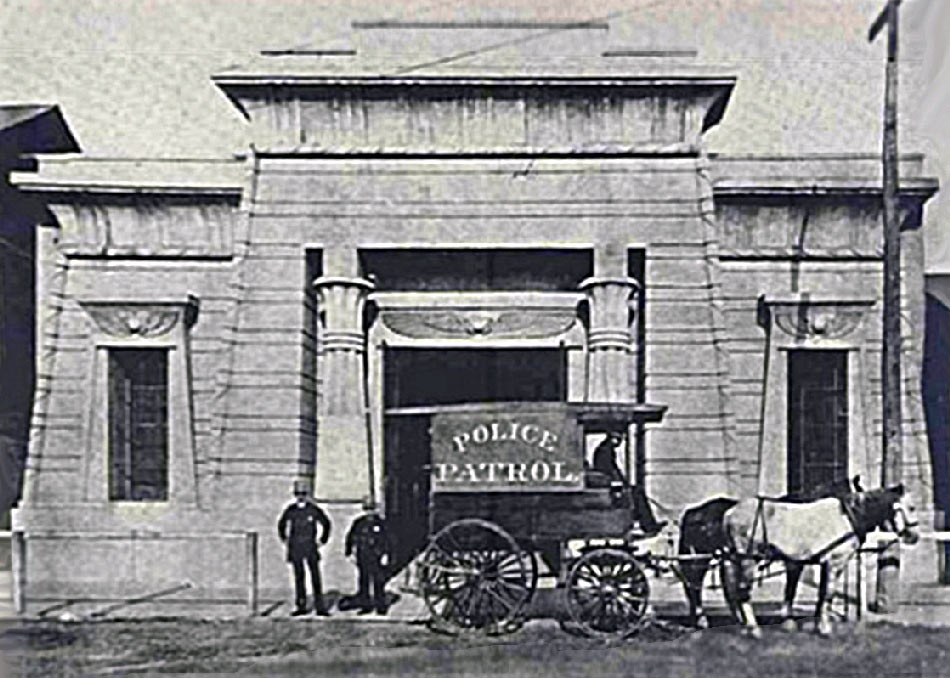
La quarta stazione di polizia (1836) a New Orleans.

### Sviluppi successivi
L'architettura neoegizia godette di una notevole popolarità anche in altri paesi; Il primo edificio in stile neoegizio, negli Stati Uniti, fu la "Sinagoga della Congregazione Mikveh Israel", a Filadelfia; venne seguita da una serie di importanti edifici pubblici nella prima metà del XIX secolo (inclusa la prigione della contea di Filadelfia, nel 1835), la stazione di polizia del quarto distretto, nel 1836 (a New Orleans), e la prigione di New York, nel 1838 (conosciuta come "Le Tombe"). Altri edifici pubblici, in stile neoegizio, inclusero la "Old Whaler's Church", nel 1844) a Sag Harbor), la prima chiesa battista nell'Essex (nel 1846), il "Medical College of Virginia", a Richmond (nel 1845) e la "Custom House degli Stati Uniti", nel 1848, a New Orleans. La struttura neoegizia più notevole, negli Stati Uniti, fu il Monumento a Washington (iniziato nel 1848): questo obelisco, originariamente, presentava porte con cornici a cavetto e dischi solari alati, successivamente rimossi; Il National World War I Museum and Memorial, a Kansas City, fu un altro esempio di architettura neoegizia.

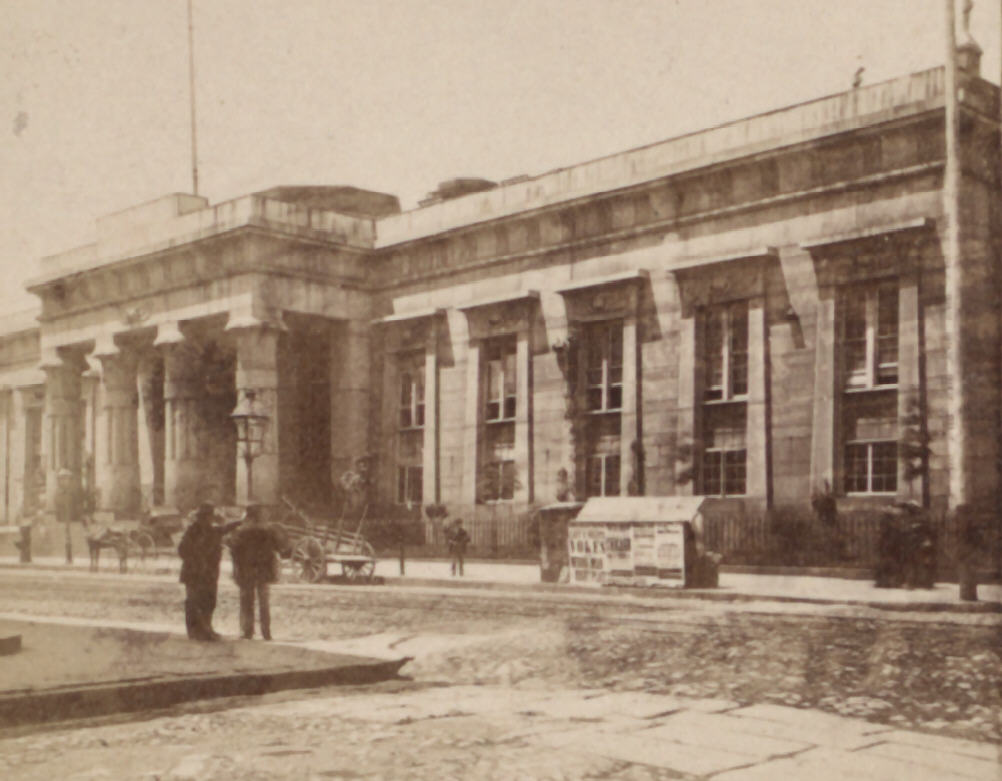
Le Tombe (1838) a New York.

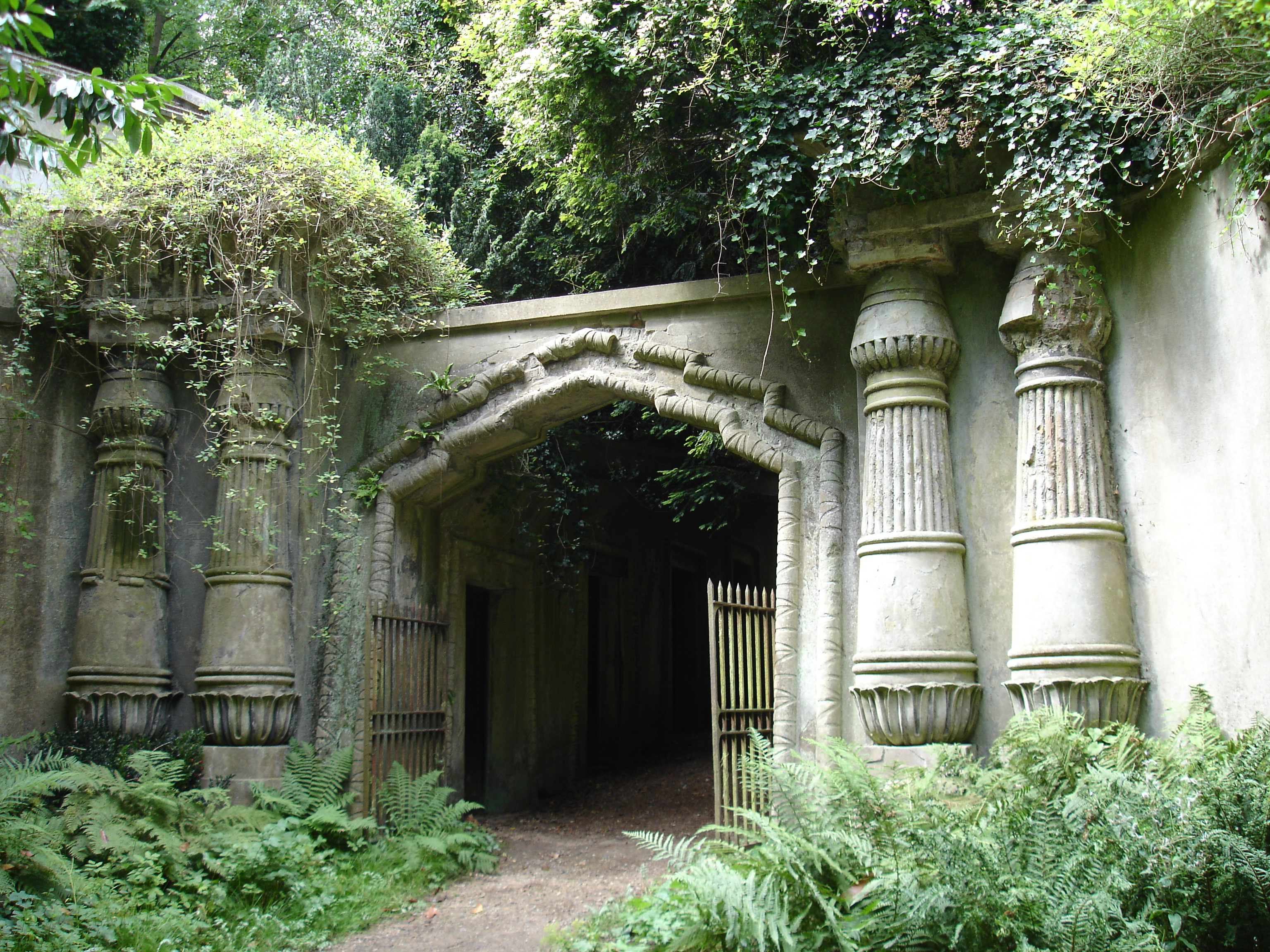
Ingresso all""Egyptian Avenue" e al "Lebanon Circle" del Cimitero di Highgate (1838 - 1839) a Londra.

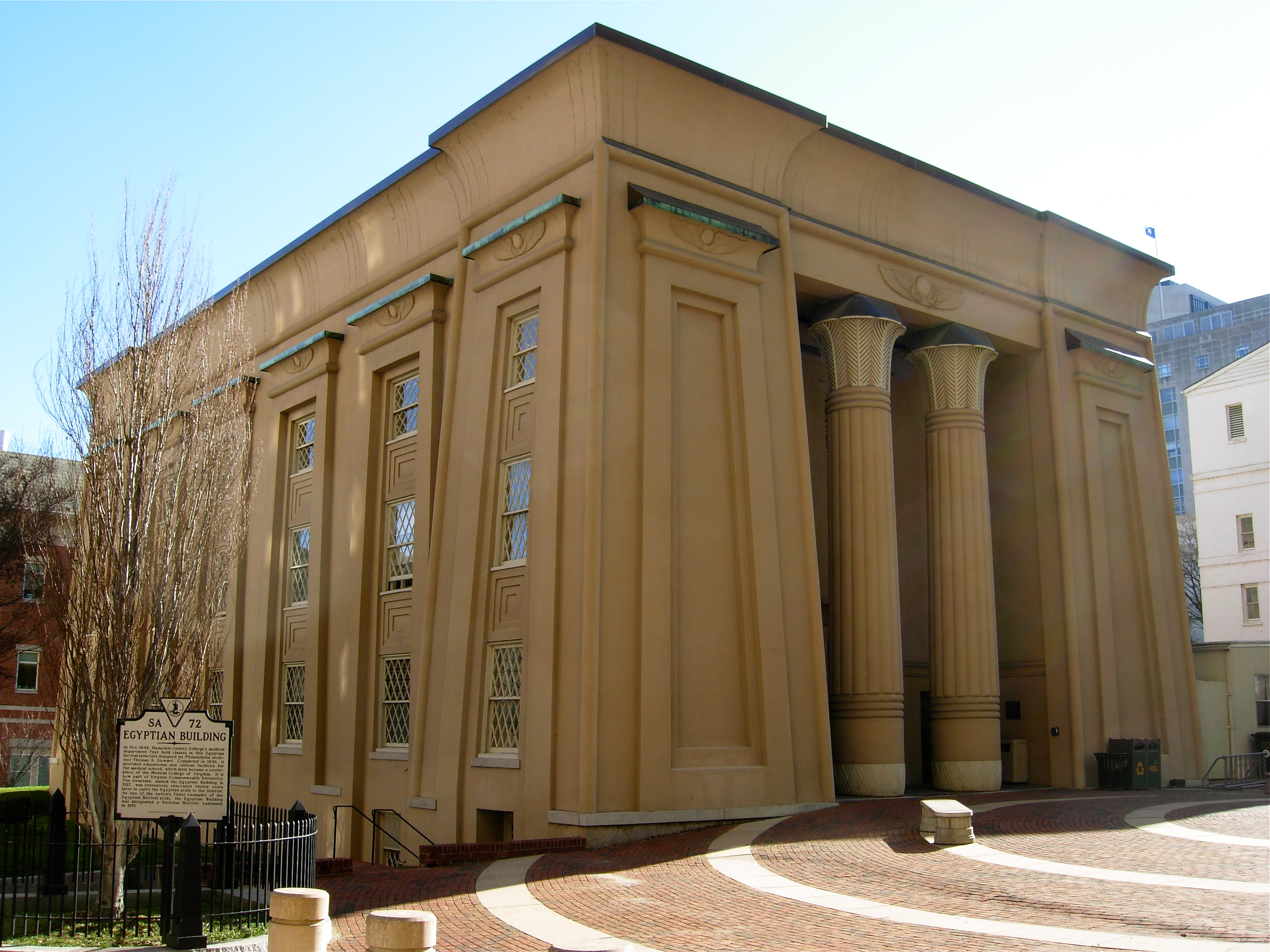
L'"Edificio Egizio" del "Medical College of Virginia" (1845) a Richmond.

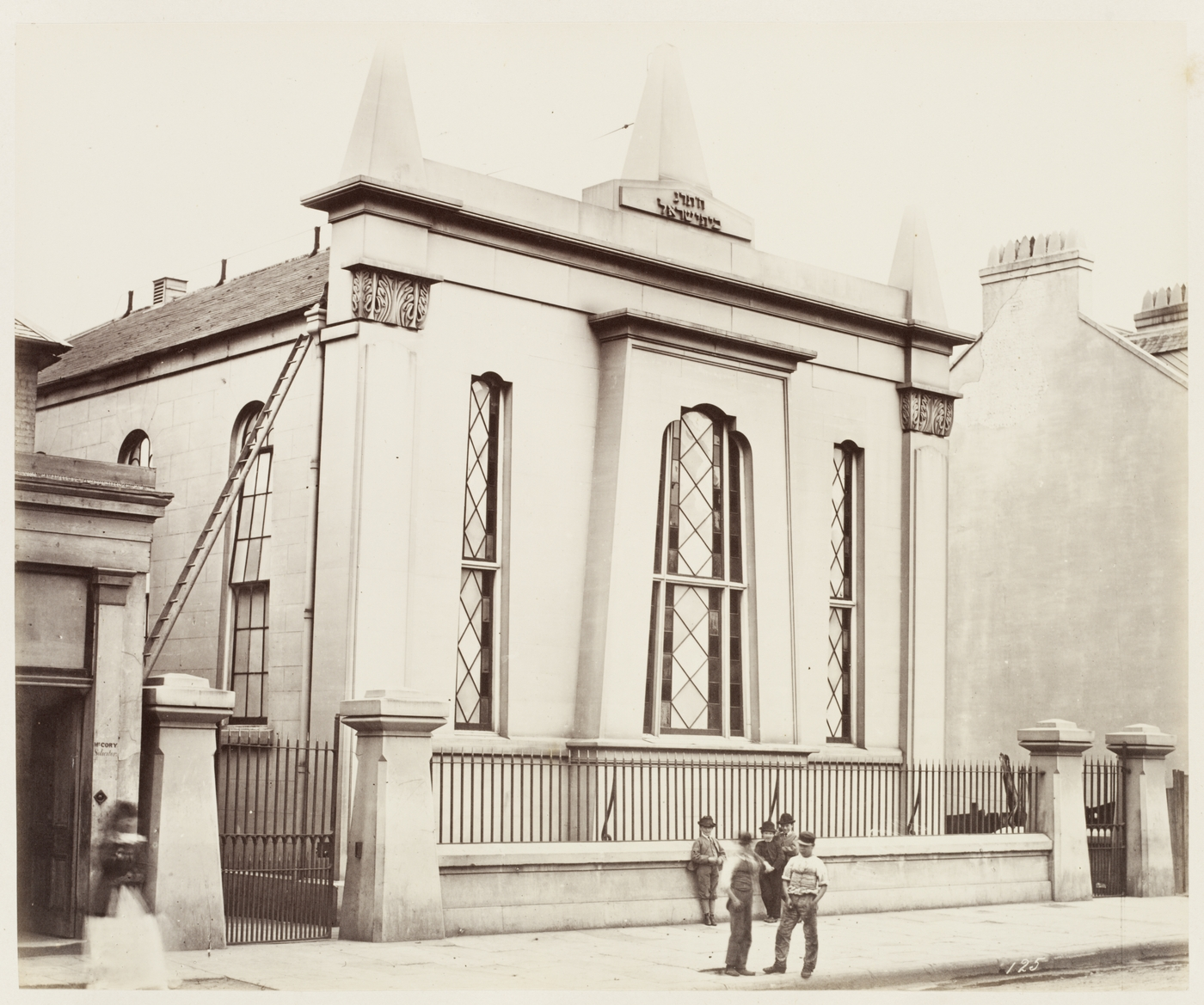
La "Sinagoga di York Street" (1878) a Sydney.

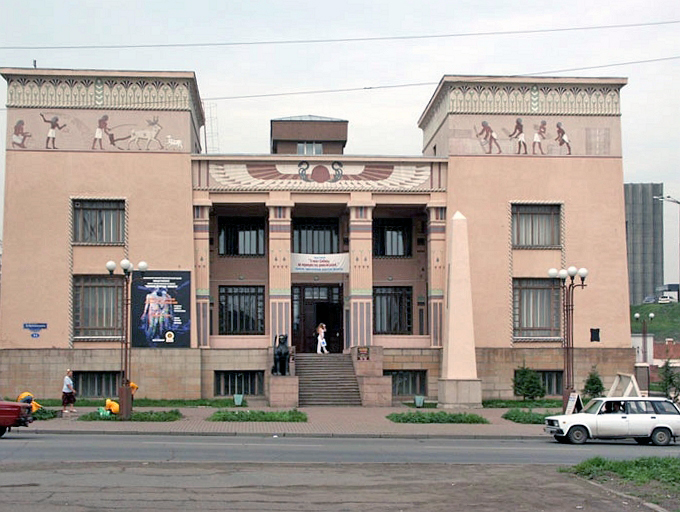
Il Museo regionale di Krasnojarsk (1913 - 1929).

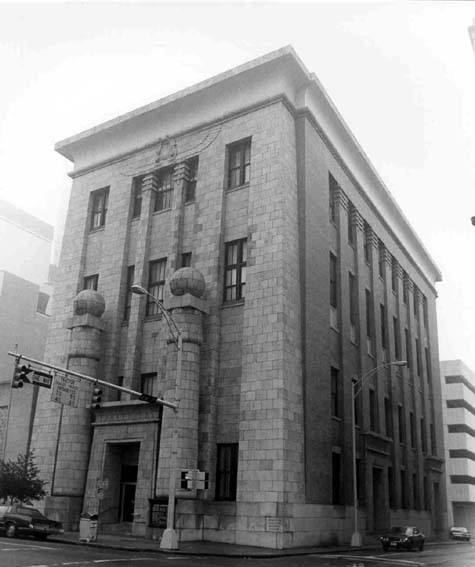
Il "Tempio massonico" a Charlotte (1914 - 1987).

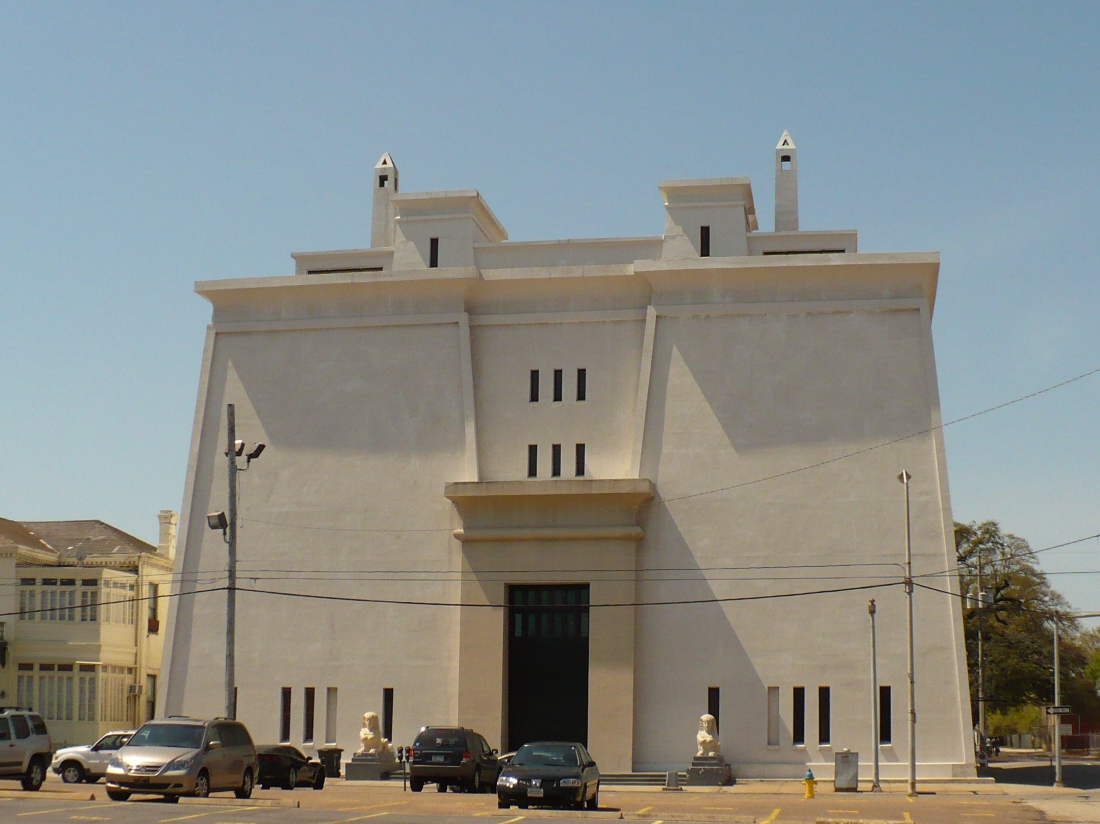
Lo Scottish Rite Temple (1921) a Mobile.

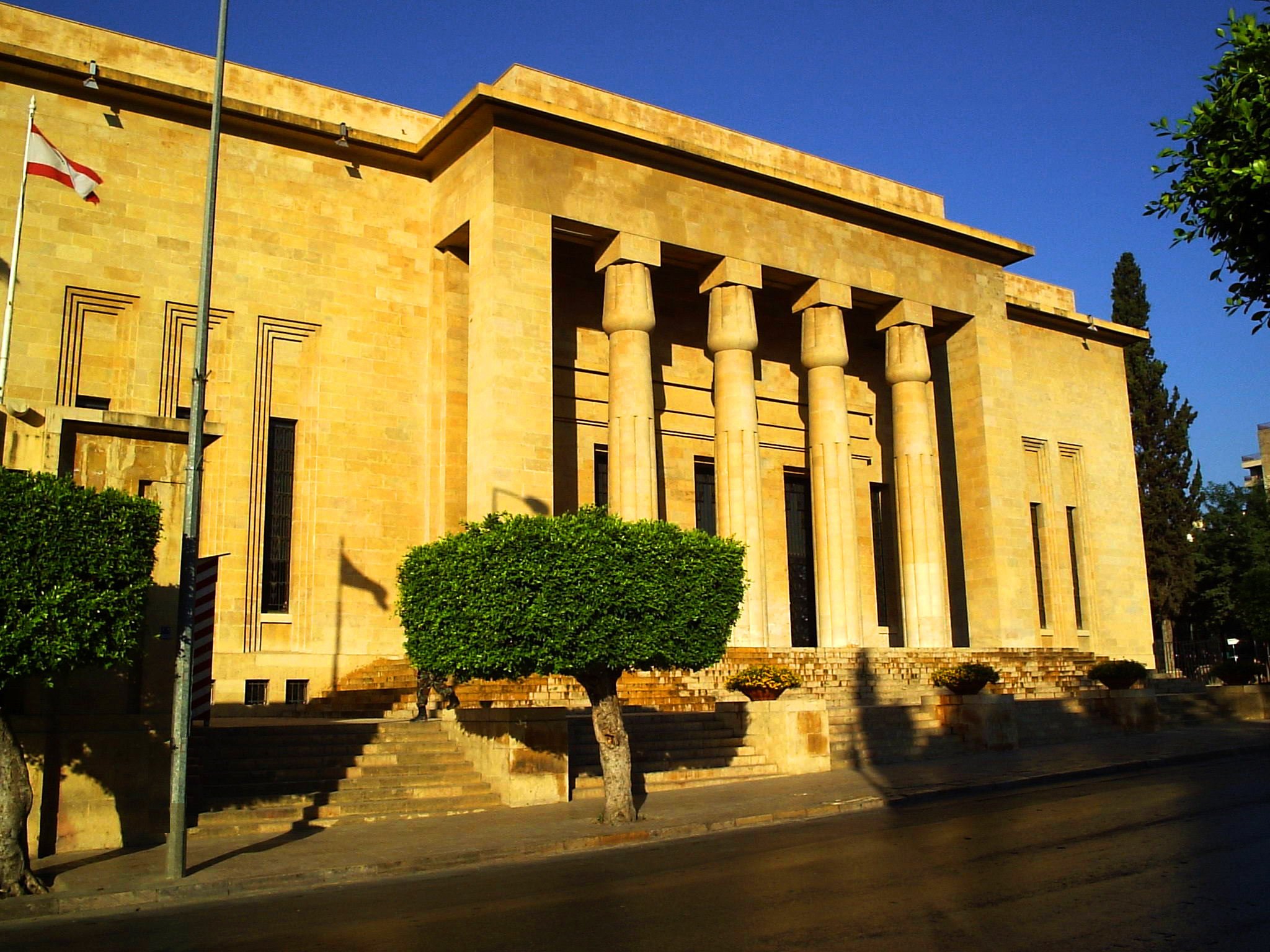
Il Museo nazionale di Beirut (1930 - 1937).

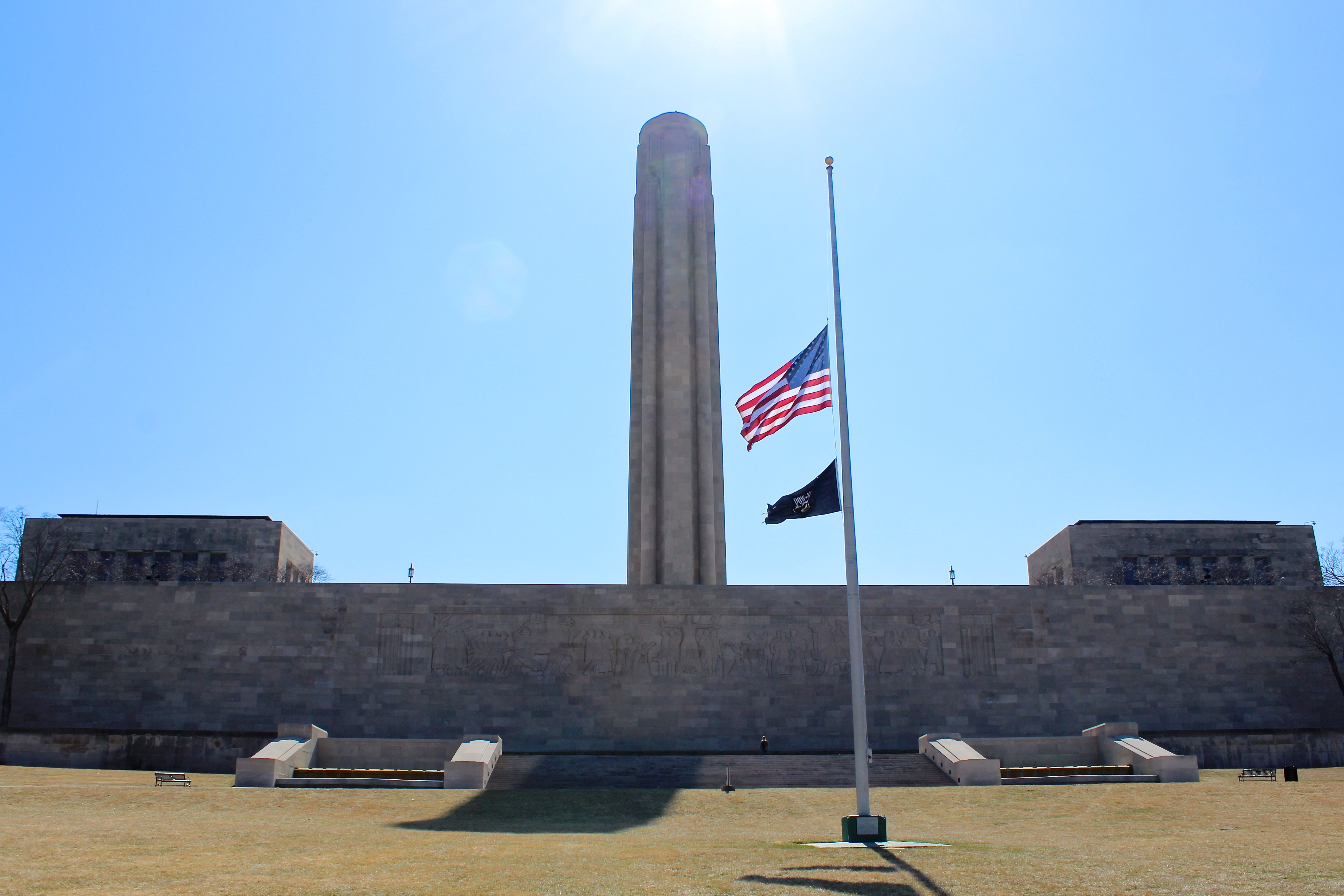
Il National World War I Museum and Memorial (1921) a Kansas City.

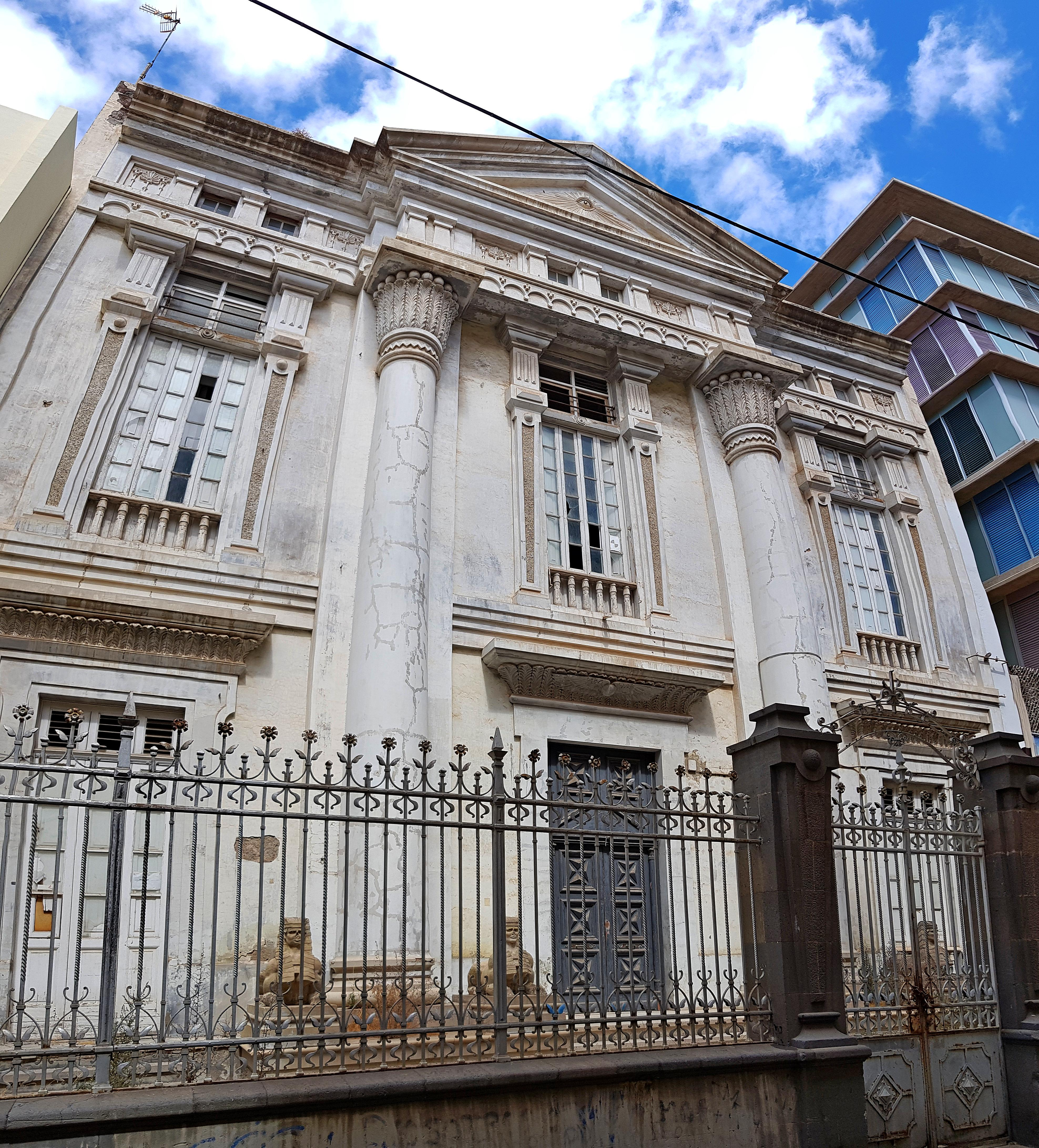
Tempio massonico di Santa Cruz de Tenerife (1899 - 1902).

Il "South African College" (nell'allora Colonia del Capo) presentò un "edificio egizio" costruito nel 1841; anche l'edificio neoegizio della congregazione ebraica di Città del Capo, è ancora in piedi. La Sinagoga di York Street fu il primo edificio neoegizio, in Australia, seguito dalla Sinagoga di Hobart, dalla Sinagoga di Launceston e dalla congregazione ebraica di Adelaide, nel 1850. Il primo obelisco in Australia fu eretto a Macquarie Place, Sydney, nel 1818.
Le spedizioni che portarono alla scoperta, nel 1922, del tesoro della tomba di Tutankhamon (da parte dell'archeologo Howard Carter) causarono una rinascita dello stile neoegizio, nel XX secolo; la rinascita, durante gli anni 1920, fu considerata parte dello stile Art Deco. Questa fase diede vita al teatro egiziano, in gran parte, confinato negli Stati Uniti; le arti decorative dello stile neoegizio, erano presente nei mobili e in altri oggetti per la casa, così come nell'architettura.

#### Geroglifici
Molte opere degne di nota, in Gran Bretagna, presentavano tentativi (da parte degli architetti) di tradurre e rappresentare messaggi in geroglifici egizi. Nonostante i tentativi di composizione, la comprensione della sintassi e della semantica dei geroglifici, avanzò quando erano già state costruite e in molte di queste opere vennero scoperti errori; sebbene sia gli edifici pubblici che quelli privati fossero stati costruiti, in Gran Bretagna, nello stile neoegizio, la stragrande maggioranza di quelli con tentativi di iscrizioni accurate, erano opere pubbliche o ingressi di edifici pubblici.
Nel 1824, l'egittologo francese Jean-François Champollion pubblicò "Precis du systeme hieroglyphique des anciens Egyptiens", che stimolò i primi notevoli tentativi di decifrare il linguaggio geroglifico in Gran Bretagna; le iscrizioni di Joseph Bonomi, nelle logge d'ingresso al cimitero di Abney Park (nel 1840), furono il primo vero tentativo registrato di comporre un testo leggibile. Lo stesso Bonomi e altri studiosi (come Samuel Birch, Samuel Sharpe, William Osburne) avrebbero composto testi per una varietà di altri progetti britannici, nel corso del diciannovesimo secolo, incluso il "Marshall's Milla Leeds" (un'edicola nel parco della Hartwell House e come parte di una mostra egizia al Crystal Palace, dopo che fu ricostruita nel sud-est di Londra).
Il contenuto delle iscrizioni variava a seconda della natura dei loro progetti specifici: la mostra di Crystal Palace, presenta diverse iscrizioni (con l'iscrizione principale che dettaglia la costruzione e il contenuto della sala e la proclama come bene educativo per la comunità) e si conclude con un messaggio per invocare la buona fortuna, tradotto come «che sia prospero»; altre iscrizioni minori sul cornicione dell'ingresso della mostra, riportano i nomi dei costruttori e un messaggio in greco augurale per la salute e il benessere di Vittoria e di Alberto, membri della famiglia reale. L'iscrizione principale è accompagnata da una traduzione inglese, con i caratteri distanziati per corrispondere alla posizione delle parole inglesi, tuttavia, Chris Elliot osserva che la traduzione si basa eccessivamente sulla traslitterazione fonetica e presenta alcuni caratteri insoliti, per parole difficili da tradurre in geroglifici.

## Costruzioni neoegizie

### America
- Il Monumento alla Battaglia a Baltimora, nel 1815.
- Il "Monumento a Groton", progettato da Alexander Jackson Davis, dal 1826 al 1830.
- L'"American Institute" a New York, progettato dal 1834 al 1835.
- La prigione della contea di Filadelfia a Filadelfia; progettato da Thomas Ustick Walter, nel 1835.
- La quarta stazione di polizia, in Rousseau Street, a New Orleans; progettato da Benjamin Buisson, nel 1836.
- Il "New Jersey State Penitentiary" a Trenton; progettato da John Haviland, dal 1833 al 1836.
- Il "Cimitero di Green-Wood" a New York, nel 1838.
- "Le Tombe", un complesso di prigioni a New York; progettate da John Haviland, nel 1838 (demolite e sostituite da un nuovo edificio, nel 1902).
- Il "Pennsylvania Fire Insurance" a Filadelfia; progettato da John Haviland, nel 1838.
- Il "Gates of the Granary Burying Ground" a Boston; progettato da Isaiah Rodgers, nel 1840.
- Il "Croton Distributing Reservoir" a New York, nel 1842.
- Il "Monumento a Bunker Hill" a Charlestown, progettato dal 1827 al 1843.
- I cancelli e le porte del cimitero di Mount Auburn a Cambridge; progettato da Jacob Bigelow, nel 1843.
- La vecchia chiesa di Whaler, a Sag Harbor; progettato da Minard Lafever, nel 1844.
- I cancelli d'ingresso del cimitero di Grove Street a New Haven; progettato da Henry Austin, nel 1845.
- Il "Medical College di Richmond" a Richmond; progettato da Thomas S. Stewart, nel 1845.
- La prima chiesa battista a Essex, nel 1846.
- La prima chiesa presbiteriana a Nashville; progettata da William Strickland, dal 1849 al 1851.
- La sede della Skull and Bones all'Università Yale, a New Haven, nel 1856.
- Il Monumento a Washington a Washington, progettato dal 1848 al 1888.
- Il "Winona Savings Bank Building" a Winona, progettato dal 1914 al 1916.
- Lo "Showroom Marmon Hupmobile" a Chicago; progettato da Paul Gerhardt, nel 1920.
- Il Grauman's Egyptian Theatre a Los Angeles, nel 1922.
- Il "Reebie Storage Warehouse" a Chicago, nel 1922.
- Il "Tempio Pitico" a New York, nel 1927.
- Il "Lincoln Theatre" a Columbus, nel 1928.
- La sede dell'amministrazione della previdenza sociale, a Washington, nel 1939.
- Il "Museo Egizio Rosacroce" a San Jose, nel 1966.
- Il "Tempio massonico" a Charlotte, progettato dal 1914 al 1987.
- La Pyramid Arena a Memphis, nel 1991.
- La "Cheesecake Factory" a Los Angeles, nel 1992.
- Il "Tama-Re" a Eatonton, nel 1993 (demolito nel 2005).
- Il Luxor Hotel a Las Vegas, nel 1993.
- Lo "Scotiabank Theatre" del "Chinook Center" a Calgary, nel 2001.

### Europa
- La Sinagoga di Karlsruhe, nel 1798.
- La Fontaine du Fellah (nota come "La fontana egizia") a Parigi, progettata dal 1806 al 1808.
- La "Sala Egizia" a Piccadilly, nel 1812 (demolita nel 1905, per costruire condomini e uffici).
- Il "Tempio egizio" al Parco Łazienki, nel 1822.
- La 42° strada a Hertford (nota come "La casa egizia"), nel 1824.
- Il "Ponte egizio" a San Pietroburgo, progettato dal 1825 al 1826.
- Le "Porte egizie" a Carskoe Selo, progettate dal 1827 al 1830.
- La "Casa egizia" a Penzance, progettata dal 1835 al 1837.
- L'"Egyptian Avenue" nel Cimitero di Highgate, progettato dal 1838 al 1839.
- I "Templi del lavoro" a Leeds; progettati da John Marshall, dal 1836 al 1840.
- L'"Abney Park Temple Lodges" a Hackney, progettato dal 1838 al 1840.
- La vecchia Sinagoga di Canterbury, progettata dal 1846 al 1848.
- Il "Tempio egizio" allo Zoo di Anversa, nel 1856.
- Il "Tempio egizio" nel parco del Museo Stibbert, progettato dal 1862 al 1864.
- La "Chiesa di Queen's Park" a Glasgow, nel 1867.
- Le "Sale egizie" a Glasgow; progettate da Alexander Thomson, nel 1870.
- Il Mausoleo Schilizzi a Napoli, progettato dal 1881 al 1889.
- Il "Typhonium" vicino a Wissant; progettato da Edmond De Vigne, nel 1891.
- Il Tempio massonico di Santa Cruz de Tenerife a Santa Cruz de Tenerife, progettato dal 1899 al 1902.
- Il "Museo degli studi regionali" a Krasnojarsk, nel 1914.
- Il "Teatro Luxor" a Parigi, nel 1921.
- La fabbrica di sigarette "Carreras" a Camden Town, progettata dal 1926 al 1928.
- L'"Arcadia Works di Collins & Parri" a Londra, progettata dal 1927 al 1928.
- Il Mausoleo di Lenin a Mosca, progettato dal 1924 al 1929.
- L'atrio dell'"Oliver P. Bernard's Strand Palace Hotel" a Londra, nel 1930.
- Il "Pyramid Theatre" a Sale, nel 1934.
- La Piramide del Louvre, nel 1989.

### Oceania
- La Sinagoga di Launceston, nel 1844.
- La Sinagoga di Hobart, nel 1845.
- L'"Emulation Hall" a Melbourne, nel 1927.
- La vecchia scuola femminile di Perth, nel 1934.
- Il municipio di Manly, nel 1937.
- Il "The Lost World of Reptiles" (una mostra tenuta all'"Australian Reptile Park") a Somersby, nel 1996.

### Africa
- Il "Memoriale a Elizabeth Donkin" a Port Elizabeth, nel 1820.
- Il "Faro di Agulhas" (il secondo faro più antico del Sudafrica) a Capo Agulhas, nel 1849.
- Il palazzo della Suprema Corte costituzionale dell'Egitto a Il Cairo, nel 2001.
- L'aeroporto internazionale a Sohag, nel 2010.

### Asia
- Il museo nazionale di Beirut, progettato dal 1930 al 1937.
- Wafi City vicino a Dubai, nel 1997 (in corso).
- Sunway Pyramid a Bandar Sunway, nel 1997.